# Ацетат рубидия
Ацетат рубидия — соль уксусной кислоты и рубидия 
с формулой CH3COORb, 
бесцветные кристаллы,
растворяется в воде.

## Получение
- Ацетат рубидия можно получить многими способами, например взаимодействием гидроксида рубидия и уксусной кислоты:

{\displaystyle {\mathsf {RbOH+CH_{3}COOH\ {\xrightarrow {\ }}\ CH_{3}COORb+H_{2}O}}}

## Физические свойства
Ацетат рубидия образует бесцветные кристаллы.
Хорошо растворяется в воде.

## Химические свойства
- Водные растворы ацетата рубидия имеют слабощелочную среду вследствие гидролиза.

{\displaystyle {\mathsf {CH_{3}COO^{-}+H_{2}O\ \rightleftarrows \ CH_{3}COOH+OH^{-}}}}